# Jim Platt
James Archibald Jim Platt (ur. 26 stycznia 1952 w Ballymoney) – północnoirlandzki piłkarz występujący na pozycji bramkarza. Trener piłkarski.

## Kariera klubowa
Platt zawodową karierę rozpoczynał w 1971 roku w angielskim klubie Middlesbrough z Second Division. W tych rozgrywkach zadebiutował 2 października 1971 roku w wygranym 1:0 spotkaniu z Blackpool. W 1974 roku awansował z zespołem do First Division. W sezonie 1978/1979 Platt grał na wypożyczeniach w Hartlepool United (Fourth Division) oraz w Cardiff City (Second Division). Potem powrócił do Middlesbrough. Spędził tam w sumie 12 lat. Zagrał tam łącznie w 481 meczach. W 1983 roku odszedł do północnoirlandzkiej Ballymeny United. W 1984 roku zdobył z nią Puchar Irlandii Północnej. W 1985 roku trafił do zespołu Coleraine, gdzie w 1987 roku zakończył karierę. Po zakończeniu kariery był trenerem drużyn Ballymena United, Coleraine, Ballyclare, Assyriska Föreningen, Darlington oraz Gateshead.

## Kariera reprezentacyjna
W reprezentacji Irlandii Północnej Platt zadebiutował 24 marca 1976 roku w zremisowanym 1:1 towarzyskim meczu z Izraelem. W 1982 roku został powołany do kadry narodowej na mistrzostwa świata. Zagrał na nich w pojedynku z Austrią (2:2). Z tamtego turnieju Irlandia Północna odpadła po drugiej rundzie. W 1986 roku Platt ponownie znalazł się w kadrze na mistrzostwa świata. Nie wystąpił tam jednak w żadnym meczu. Tamten mundial Irlandia Północna zakończyła na fazie grupowej. W latach 1976–1986 w drużynie narodowej Platt rozegrał w sumie 23 spotkania.